# Eduardo Orrego Villacorta
Eduardo Orrego Villacorta, né le 12 septembre 1933 à Chiclayo et mort le 23 juillet 1994 à Lima, est un architecte et homme politique péruvien, maire de Lima de 1981 à 1983 (Acción Popular).